# Jaiku
Jaiku var en social nätverkstjänst och mikroblogg som möjliggjorde för användare att skicka och läsa meddelanden, jämförbar med Twitter. Jaiku grundades i juli 2006, en månad innan Twitter, av Jyri Engeström och Petteri Koponen från Finland. Jaiku portades till Google App Engine och släpptes som öppen källkod 13 mars 2009, och fick namnet JaikuEngine.
Jaiku blev snabbt populär och den 12 oktober 2007 köptes tjänsten av Google och Engeström och Koponen flyttade till USA. Twitter blev dock det populärare valet bland mikrobloggar och den 14 oktober 2011 offentliggjorde Google att de skulle stänga ner tjänsten 15 januari 2012.
Namnet Jaiku valdes för att texterna påminde om japanska "haikus" och även som en blinkning till det samiska sättet att berätta historier genom att jojka.